# Le Trône de jade
Pour les articles homonymes, voir Trône.
Le Trône de jade (titre original : Throne of Jade) est un roman écrit par Naomi Novik, publié en 2006 puis traduit en français en 2007. Il est le deuxième tome de la série de romans de fantasy Téméraire. Ce livre, ainsi que les premier et le troisième dans la série Téméraire, Les Dragons de Sa Majesté et Par les chemins de la soie, parus également en 2006, ont obtenu ensemble le prix Locus du meilleur premier roman.

## Résumé
La Chine apprend que l'œuf de Céleste est tombé entre les mains des Anglais. Elle envoie une délégation récupérer le dragon, déjà éclos depuis un moment. Laurence se voit contraint d'accompagner Téméraire vers la Chine, où il fera des découvertes surprenantes sur la vie des dragons.

## Histoire détaillée
Le Tome 2 commence très mal pour le capitaine Laurence. En effet, une délégation chinoise s'est déplacée pour venir récupérer Téméraire, de son nom chinois : Lung Tien Xiang. Pire encore, le frère de l'empereur de Chine est présent et Laurence est contraint de ne plus voir Téméraire. Laurence, des hauts-gradés de la Navy et quelques autres des Corps sont rassemblés avec la délégation. Les divergences d'opinions sont si fortes que Laurence semble sur le point de s'emporter. Il est renvoyé et quitte la salle, heureusement pour lui. Ce qui suit est rapide, Laurence va remettre une lettre à Téméraire car il s'apprête à venir avec la femme capitaine Jane Roland, mais en entendant Téméraire qui paraît assez énervé, il décide de désobéir aux ordres et court rejoindre son camarade. Téméraire est heureux de voir Laurence, et passablement enragé par les mensonges qui lui ont été racontés.
Laurence va se faire arrêter, Téméraire décide donc de le défendre. Il attrape Laurence entre ses griffes et s'envole. Ils rejoignent le reste de leur équipage et partent se battre; malheureusement, durant l'absence de Laurence, certains de ses hommes ont été envoyés sur Maximus, le Regal Copper, en manque d'hommes vu sa grande taille.
À son retour, Laurence est plutôt mal accueilli. Étant blessé, il ne peut pas faire grand-chose. À peine allait-il être arrêté d'un côté, et défendu de l'autre par ses hommes, le chirurgien Keynes de Téméraire, ordonne sur un ton sans appel que tous cessent de vouloir se battre en présence de tant de blessés ayant besoin de soins. Lors d'autres délibérations, Laurence se voit obligé de partir avec Téméraire en Chine. Il demande l'aide son ami Thomas Riley pour gouverner un navire spécialement conçu pour une formation de dragons. Ce dernier accepte et le convoi part pour la Chine avec Hammond, un diplomate qui jouera le traducteur. Celui-ci causera des conflits mais en résoudra d'autres.
Pendant le trajet, l’Allegiance se fait attaquer par un Fleur-de-Nuit, un dragon français et deux navires de la même nationalité. Le combat est engagé. Téméraire s'envole, mais faisant nuit, l’Allegiance éclaire le dragon ennemi avec des fusées pour l'aider. C'est là que le Vent Divin montre sa vraie force sur un navire de guerre, la Valérie. Le navire ne se casse pas en mille morceaux comme à la bataille de Douvres, mais il est submergé par les vagues que la puissance du souffle de Téméraire a levées.
Les Anglais prennent le dessus et l'emportent avec l'arrivée du reste de la formation de Téméraire, venu en aide en voyant la lumière du combat. Mais leur voyage ensemble est de courte durée, ils se séparent de Téméraire et se retrouvent de nouveau seuls.
Par la suite, Téméraire revoit Volly (Volatilus), le dragon courrier. Celui-ci a un rhume assez gênant mais pas mortel. Téméraire finit par l'attraper mais en passant au Cap (en Afrique du Sud), il est guéri, on ne sait pas à ce moment par quoi.
Pendant une escale dans un port négrier, Téméraire aperçoit des esclaves enchainés. Cela le choque profondément: il fait un parallèle entre leur condition et la sienne. Il remet en cause la façon dont les dragons sont traités par les Anglais, d'autant plus que le frère de l'empereur a commencé à lui expliquer comment il vivrait en Chine. Lors de la traversée de l'océan indien, l'Allegiance est attaquée par un dragon marin. Téméraire le vainc mais se pose de plus en plus de question sur les dragons en général, leur intelligence et leurs rapports avec les hommes.
Arrivés au port de Canton, Laurence et Téméraire quittent l'Allegiance pour aller à la capitale impériale. Ils découvrent que là-bas les hommes et les dragons vivent côte-à-côte (et bien d'autres choses), ils rencontrent la famille de Téméraire... et découvrent que le frère de l'empereur veut lier Téméraire au jeune frère de l'héritier du trône: il complote pour renverser l'empereur! Mais pendant la bagarre qui suit cette découverte il est tué par accident par Téméraire. Pour résoudre le problème de l'appartenance de Téméraire, l'empereur adopte officiellement Laurence. Solution diplomatique, mais embarrassante pour Laurence qui se demande comment son père, avec qui il est déjà plus ou moins en froid, le prendra...

## Éditions
- Throne of Jade, Del Rey Books, 25 avril 2006, 398 p.  (ISBN 978-0345481290)
- Le Trône de jade, Le Pré aux Clercs, coll. « Fantasy », 10 septembre 2007, trad. Guillaume Fournier, 396 p.  (ISBN 978-2842282943)
- Le Trône de jade, Pocket, coll. « Pocket Science-fiction » no 5978, 11 février 2010, trad. Guillaume Fournier, 503 p.  (ISBN 978-2266183079)